# Goa (jeu)
Pour les articles homonymes, voir Goa (homonymie).
Goa est un jeu de société créé par Rüdiger Dorn en 2004.
Pour 2 à 4 joueurs, à partir de 12 ans pour environ 90 minutes. Il est possible d'y jouer à 5 joueurs à condition d'imprimer des éléments supplémentaires.

## Principe général
Les joueurs sont des compagnies marchandes portugaises du début du XVIe siècle qui commercent, vendent des épices, fondent des colonies, entreprennent des expéditions et construisent des bateaux à Goa.

## Règle du jeu
Voir Liens externes

## Récompense
- Deutscher Spiele Preis 3e place en 2004